# Tamarín vousatý
Tamarín vousatý či tamarín císařský (Saguinus imperator) je opice z čeledi kosmanovití (Callitrichidae). 

## Výskyt
Jsou známy dva poddruhy: Saguinus imperator imperator a Saguinus imperator subgrisescens, které jsou rozšířené v oblastech jihozápadní Amazonie v Bolívii, Brazílii či Peru. Biotopem jsou nížinné a podhorské tropické deštné lesy či sezónně zatopené lesy, vyskytovat se může i v lesích druhotných. Populace tamarínů je podle Mezinárodního svazu ochrany přírody (IUCN) klesající následkem narušování těchto oblastí lidskou činností (rozvoj silniční infrastruktury a lidská kolonizace spojená s odlesňováním přidružených lesů pro těžbu dřeva a vytváření pastvin pro dobytek). IUCN přesto nepovažuje úbytek druhu za tolik výrazný a druh hodnotí jako málo dotčený.

## Popis
Tamarín vousatý je menší druh opice s hmotností asi 0,5 kg. Zbarvení je především šedavé, s odstíny rezavě červené na hrudníku. Ocas má zbarvení červenohnědé. Na všech prstech vyjma palce na zadní končetině se vyvinuly drápky. Charakteristickým rysem tohoto druhu je dlouhý bílý knír, který může dosahovat až na hrudník. Tento charakteristický vzhled se promítl i do binomického jména; anglické pojmenování „Emperor tamarin” (české alternativní jméno „tamarín císařský”) pravděpodobně odkazuje na podobnost opice s německým císařem Vilémem II.

## Biologie
Tamaríni se živí rozmanitou potravou, konzumují jak rostlinné složky, jako jsou ovoce, květy, nektar či stromovou mízu, tak pavouky, hmyz nebo menší druhy obratlovců, jako jsou některé žáby. Vytváří skupiny, které jsou tvořeny od 4 do 15 jedinců, nejčastěji je však tvoří 2 až 8 opic. Tlupy tamarínů vousatých se mohou slučovat se skupinami jiných druhů, jako je tamarín sedlový (Saguinus fuscicollis). Druhy nejsou v přímé kompetici, protože se oba vyskytují v odlišném stromovém patru, naopak tento svazek může vést k lepší detekci přítomnosti predátorů. Hierarchie v tlupách tamarínů je založena na pohlaví a věku, přičemž nejvýše postavena bývá nejstarší samice. Skupina obvykle zahrnuje tuto jednu chovnou samici a dva chovné samce, se kterými se samice páří. Březost trvá 140 až 145 dnů, vrh činí obvykle jedno až dvě mláďata. Samci se zapojují do porodu, narozená mláďata čistí. Následně se spolu s mladšími členy skupiny přidávají i do další péče o mláďata. Rodiče nosí mláďata na zádech následujících 6 až 7 týdnů. Samice je obvykle pravidelně nakojí a o další péči se starají samci. Odstavení od mateřského mléka nastává ve 2 až 3 měsících, za 16 až 20 měsíců dosáhnou pohlavní dospělosti. Dožívají se 10 až 20 let.

## Chov v zoo
Tento druh byl v květnu 2020 chován přibližně ve 130 evropských zoo. V rámci Česka se jednalo o tato zařízení:
- Zoo Hluboká
- Zoo Hodonín
- Zoo Jihlava
- Zoo Olomouc
- Zoo Plzeň
- Zoo Praha – od dubna 2020: dovoz samce a samice ze zoo La Vallée des Singes, Romagne (Francie) a samice ze Zoo Plzeň[7]